# Enola Gay
|  | For det danske band af samme navn, se Enola Gay (band) |
Enola Gay er et Boeing B-29 Superfortress bombefly tilhørende det amerikanske luftvåben. Enola Gay var flyet, som kastede atombomben Little Boy over den japanske by Hiroshima, den 6. august 1945. Little Boy var den første af de kun 2 atombomber, der nogensinde er anvendt i krig. Den anden, Fat Man blev ligeledes kastet over Japan (nærmere bestemt Nagasaki), 3 dage senere den 9. august. Fat Man blev kastet af Bockscar, et fly af samme type som Enola Gay.
Enola Gay er blevet berømt for dets rolle i bombningen af Japan, der førte til landets overgivelse og dermed slutningen på 2. verdenskrig. I dag kan flyet ses ved en stor flyudstilling i Steven F. Udvar-Hazy Center i Dulles International Airport, Washington D.C..
Enola Gay var et af kun 15 specialombyggede B-29 fly, der var i stand til at fremføre atombomber. Flyet blev overdraget til USAAF's (United States Army Air Forces) 509th Composite Group under ledelse af oberst Paul Tibbets. Flyet blev døbt Enola Gay efter Paul Tibbets mor, Enola Gay Tibbets. Paul Tibbets valgte selv at flyve det specielle bombetogt. Den 6. august lettede Enola Gay fra dets base på øen Tinian, ca. 6 timers flyvning fra Hiroshima. Little Boy blev kastet 08:15 lokal tid.
Enola Gays besætning den 6. august, 1945:
- Oberst Paul W. Tibbets, Jr. – kaptajn (23. feb. 1915 – 1. nov. 2007)
- Kaptajn Robert Lewis – andenpilot
- Major Thomas Ferebee (en) – bombekaster
- Kaptajn Theodore Van Kirk – navigatør
- Løjtnant Jacob Beser – (elektronisk krigsførelse) og eneste besætningsmedlem på begge a-bombetogter
- Kommandør William Sterling Parsons – våbentekniker
- Sekondløjtnant Morris R. Jeppson – assisterende våbentekniker
- Sergent Joe Stiborik – radarnavigatør
- Oversergent George Caron – agterskytte
- Sergent Robert Shumard – andentekniker
- Menig Richard Nelson – radiotelegrafist
- Oversergent Wayne Duzenberry – flyvemaskinist